# 2024 en Azerbaïdjan
Chronologie de l'Azerbaïdjan
- 2020
- 2021
- 2022
- 2023
- 2024
- 2025
- 2026
- 2027
- 2028

2024 en Azerbaïdjan répertorie les évènements marquants de l'année 2024 en Azerbaïdjan.

## Évènements
- 7 février : élection présidentielle, Ilham Aliyev est réélu.
- 1er septembre : élections législatives.
- 11 novembre : 29e Conférence des Parties (COP29) sur le changement climatique à Bakou

## Décès
- 6 février : Rafiga Akhundova, danseuse de ballet et chorégraphe
- 28 mars : Rahib Aliyev, acteur, comédien et artiste soviétique puis azerbaïdjanais
- 20 décembre : Tofiq Aghababayev, peintre